# Alexz Johnson
Alexzandra Spencer Johnson (New Westminster (Canada), 4 november 1986) is een Canadese singer-songwriter en actrice, die onder meer in de televisieseries 'Instant Star' en 'So Weird' speelde. Haar debuutalbum Voodoo werd in eigen beheer uitgebracht op 9 maart 2010.

## Biografie
Johnson is de zesde in een gezin met tien kinderen.
Ze begon te zingen toen ze twee jaar was, en kreeg vanaf haar zevende zangles.
Ze werd lid van het lokale jeugdkoor en zong ook op school.
Ook deed ze mee aan talentenjachten en won ze de op een nationale televisiezender
uitgezonden wedstrijd National Anthem Contest.
Ze werd ook door de Vancouver Sun verkozen tot Best Anthem Singer of the Season.
Hierna kreeg ze meer bekendheid en interesse van managers.
Vanaf toen zong ze ook regelmatig het volkslied bij plaatselijke ijshockey- en basketbalwedstrijden, en opende ze de Variety Club met een duet met Bob McGrath. Op 12-jarige leeftijd trad ze op oudejaarsavond op in een van de Planet Hollywood-restaurants.

## Acteercarrière

### So Weird
Johnson wilde graag zangeres worden. Er werd haar aangeraden audities te doen voor televisieprogramma's waar ze actrices nodig hadden die konden zingen. Zo deed ze auditie voor de Disney televisieserie So Weird (= Wreed Vreemd, heeft ook op Ketnet gespeeld), die op zoek was naar een nieuwe actrice voor de hoofdrol die zowel kon acteren als zingen. Ze kreeg de rol na een enkele auditie. Veel fans van de serie waren niet blij dat de serie van een nogal donkere sfeer naar een lichtere zou overgaan, en dat de vorige actrice, Cara DeLizia, in het laatste seizoen van de serie vervangen werd.
Johnson kreeg vele fans, niet enkel voor haar acteerprestaties, maar ook door de liedjes die ze zong, waarvan ze een aantal mee had geschreven. In de serie zong ze 'What You Do', 'One In A Million' (duet met Mackenzie Phillips) en 'Never Give Up'.

### Instant Star

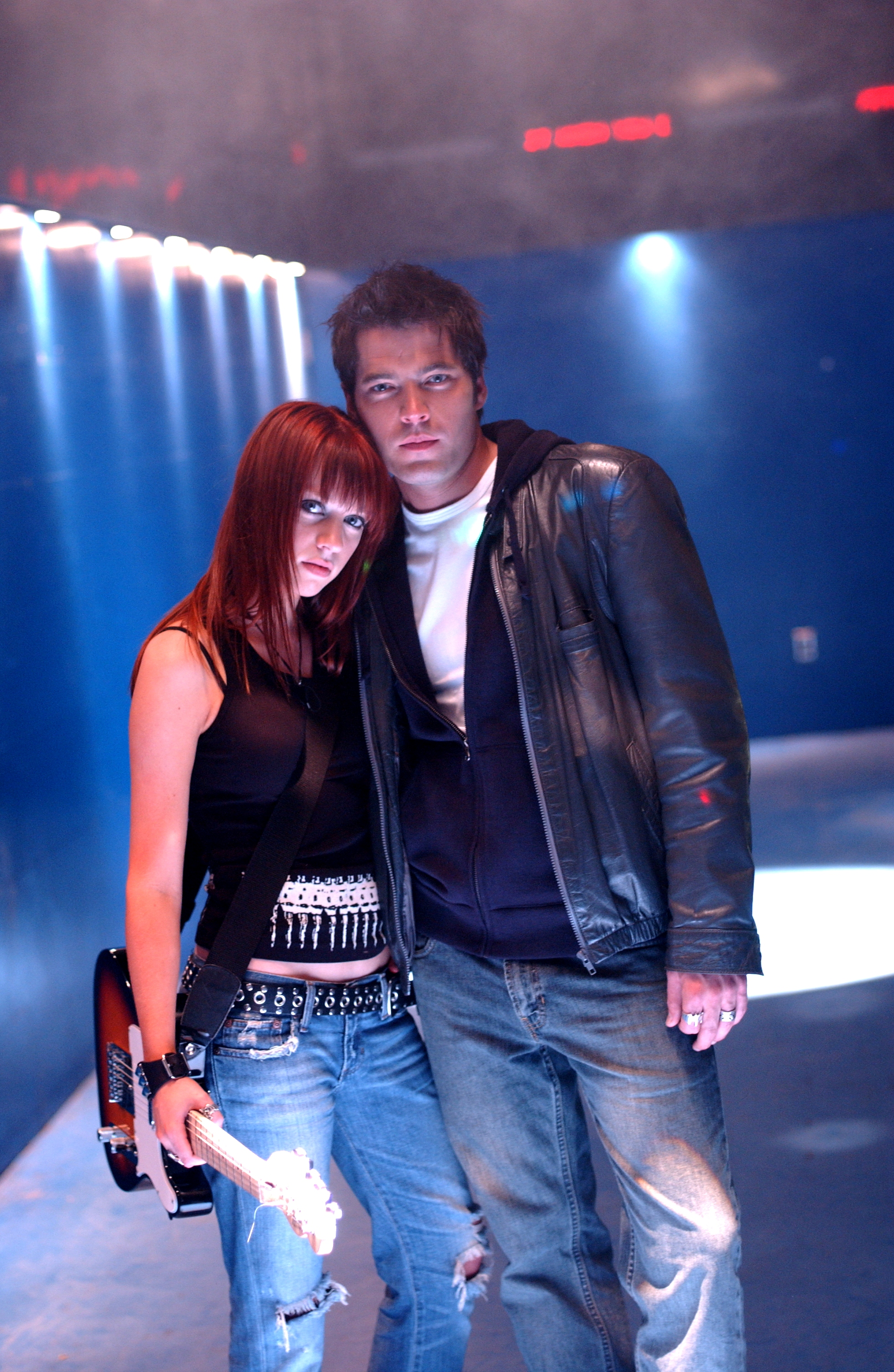
Alexz Johnson als Jude Harrison en Tim Rozon als Tommy (Credit to Epitome Pictures)

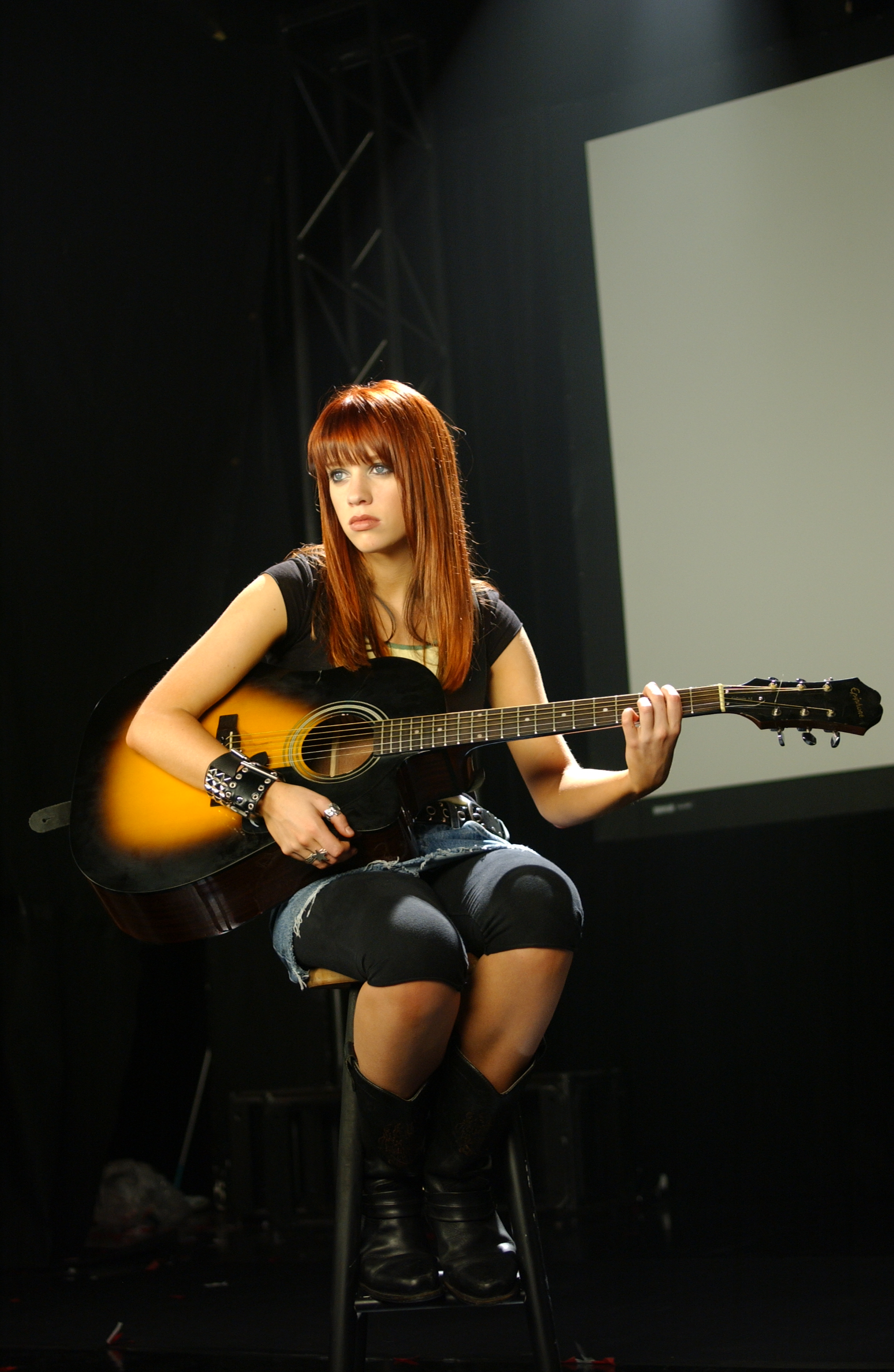
Alexz Johnson als Jude Harrison in Instant Star

In 2004 zond Johnson een auditievideo in naar de makers van Degrassi, The Next Generation, voor hun nieuwe programma Instant Star. Ze zochten een actrice/zangeres voor de hoofdrol, Jude Harrison. Het was de eerste auditievideo die producer Stephen Stohn ontving, en hij was meteen overtuigd dat zij perfect was voor de rol. Maar hij besloot de andere kandidaten een kans te geven, en de audities gingen door. Toch werd het uiteindelijk Johnson die de rol kreeg. Later heeft ze ook de intro song van seizoen 11 en 12 van Degrassi gezongen.
Na het eerste seizoen werd Instant Star genomineerd voor drie Gemini Awards (Canadese variant op de Emmy Award) in de categorie 'Best Children's or Youth Fiction Program or Series': Beste serie, beste rol (Johnson), en beste regie (Graeme Campbell), welke laatste als enige werd gewonnen.
Op 28 augustus 2007 kreeg de show weer drie nominaties (in de categorie 'Best Children's or Youth Fiction Program or Series': 'Beste rol' (Johnson) en twee voor 'Beste regie' (Graeme Campbell en Pat Williams)). Deze keer werd geen enkele award gewonnen.
Johnson zingt alle liedjes van de serie van haar personage Jude zelf. Zo heeft ze drie cd's opgenomen: Songs Of Instant Star, Songs Of Instant Star Two en Songs Of Instant Star Three. Van de eerste cd schreef ze mee aan vijf nummers (o.a. 24 Hours, Let Me Fall, Criminal, Skin en That Girl). Ze schreef niet mee aan de nummers van het tweede en derde seizoen, maar besteedde haar energie aan haar soloalbum.
Door haar vroege start in de muziekbusiness heeft Johnson ervaring met liveoptredens. Live is er volgens fans veel meer emotie en kracht dan op haar cd's. Live wordt Johnson begeleid door haar band uit de show, Spiederman Mind Explosion, die uit drie leden bestaat die ook in het echte leven muzikant zijn: Tyler Kyte ('Vincent Spiederman' - 'Speed') op gitaar, Christopher Gaudet ('Wally') op bas en Ian Blackwood ('Kyle') op drums.
Hoelang Johnson doorgaat met Instant Star is onduidelijk; Johnson meldt dat ze uitkijkt naar de tijd dat ze weg kan stappen van het acteren en fulltime kan bezig zijn met haar zangcarrière. Ze vindt acteren een fantastische job, die haar financieel in staat stelt de zes maanden die ze niet acteert voltijds met muziek bezig te zijn. Hoogstwaarschijnlijk wordt de serie gestopt na het 4de seizoen.
Dit gebeurde ook. Hoewel het einde van de serie voorzien was na het vijfde seizoen, besliste The-N dat het Instant Star niet verder wilde uitzenden na het vierde seizoen. Zonder de financiering van The-N, kon Instant Star het vijfde seizoen onmogelijk opnemen, en werd het vierde en laatste seizoen afgesloten met een open einde.
De show voorziet haar ook van veel van wat ze draagt. Zo bespaart ze tijd voor haar muziek die ze anders zou moeten besteden aan shoppen. Ze is een 'non-shopper' die zich 100% wil concentreren op haar muziek.
Op 21 oktober kreeg Alexz Johnson een Gemini Award voor ‘Best Performance in a Children’s or Youth Program or Series’ in aflevering 3x05: Let It Be (Instant Star).

### Andere rollen
Johnson deed auditie voor de rol van Julie Christenson in de thriller Final Destination 3. Ze was op de dag van de auditie in een slecht humeur en kwam helemaal in een zwarte, punkrock outfit opdagen. De regisseurs zagen in haar de perfecte Erin Ulmer, een personage met een slechte houding. Voor deze rol kreeg ze goede commentaren. Een criticus geciteerd: "The personages zijn saai, je bent blij om ze te zien gaan. Behalve twee: Het Gothic koppel Ian (Kris Lemche) en Erin (Johnson). Hij is een cynische ik-weet-het-al, een Dennis Miller met zwarte vingernagels; zij een Parker Posey met wasbeer-mascara."
Johnson deed auditie voor de horrorversie van Black Christmas en voor Brave New Girl. Beide rollen kreeg ze niet. In september 2007 speelde ze de hoofdrol in Devil's Diary, een televisie(horror)film.
Ze speelde mee in enkele kleine filmpjes die geproduceerd en geregisseerd door haar broer Matt Johnson. Johnson zal verschijnen in de film 4 in Da Mornin.
Op 15 januari 2009 verscheen Johnson in een gastrol in de serie Smallville, ze nam de rol van Saturn Girl op zich.
Johnson zal ook de rollen van Lia en Laurie vertolken in de televisiefilm Stranger With My Face, gebaseerd op een boek van Lois Duncan. De film is gepland voor najaar 2009.

## Zangcarrière
Op 7-jarige leeftijd begon Johnson met muzieklessen (o.a. opera) voor minstens 8 jaar, het meeste ervan gegeven door Joseph Shore. Er wordt gezegd dat ze vier octaven kan zingen.
Ze begon ook al vroeg met songwriting. Zo schreef ze mee aan de liedjes van So Weird en aan enkele van Instant Star. Ze schrijft ook veel liedjes samen met haar broer Brendan Johnson. Ze leerde gitaar spelen. Ze werkte mee aan verscheidene projecten en ging langs platenmaatschappijen met demo's.

### Debuutalbum
Na haar verschijning in So Weird op 14-15-jarige leeftijd was er interesse van platenmaatschappijen. Ze verkoos te wachten op de 'perfecte deal' die haar meer creatieve vrijheid zou geven. Na de opnames van Songs Of Instant Star die werd opgenomen bij Orange Record Label in Toronto, liet ze een aanbod van Capitol Records voorbijgaan.
Het meeste werk van haar soloalbum is af. In 2006 heeft ze er vele maanden aan gewerkt met haar broer Brendan, die ook gitaar speelt. Stephen Stohn, die al enkele ruwe versies hoorde, zegt dat het werk 'absoluut verstommend fantastisch' is.
Voor het schrijfwerk werkte ze ook samen, behalve met haar broer Brendan, met Martin Terefe, Sasha Skarbek (James Blunt) en Brio Taliaferro (Sugababes, Sophie Ellis-Bextor, James Blunt).
Op 25 juni 2007 maakte ze bekend dat alle nummers geschreven en opgenomen zijn. Ze was van plan om de volgende maanden op zoek te gaan naar een platenmaatschappij, zodat de plaat in de winter 2008 uitgebracht kon worden. Johnson zei dat ze geen haast had om de cd uit te brengen.
In oktober 2007 maakte haar management, Watchdog Management, dat er nog geen platenmaatschappij gevonden was, maar men erg dicht bij zat.
Ze begon op 7 januari aan haar soloalbum te werken in Los Angeles. Johnson heeft bekendgemaakt dat ze een producent gevonden had, al wilde ze nog geen naam noemen.
Begin februari maakte Johnson op haar persoonlijke MySpace bekend dat ze een contract heeft getekend met Epic Records, deel van Sony BMG, en samen met haar producer, Sir Greg Wells, halverwege het werk zat.
Sir Greg Wells werkte eerder al samen met artiesten als Pink, Mika, The Veronicas, The Pussycat Dolls, Jesse McCartney, Hilary Duff en Katy Perry.
In een recent interview vertelt Johnson dat het album bijna af is en waarschijnlijk eind 2008, begin 2009 uitgebracht zal worden. Verder zegt ze dat de plaat een pop/elektric-sound zal hebben en dat ze haar inspiratie haalde bij artiesten als David Bowie, Kate Bush, Peter Gabriel en Rickie Lee Jones.
Op 11 juni 2008 vulde Johnson haar Myspace-pagina aan met vijf liedjes van haar soloalbum Swallowed, Running With The Devil, Easy, Chicago en Golden.
Op 12 augustus 2009 liet Johnson weten op haar officiële website dat, door de economische crisis, zij een van de artiesten is die door Epic aan de deur gezet zijn. Ondertussen is ze al druk in de weer, samen met haar broer Brendan Johnson, om op eigen houtje een album uit te brengen. Dit album zou al tegen de herfst uitgebracht worden. Het album zou geen van de 10 nummers bevatten die ze bij Epic opnam, aangezien die contractueel vast zitten.
Ondertussen liet Johnson weten dat haar debuutalbum Voodoo zal heten. Het album zal tien tracks bevatten: A Little Bit, Boogie Love, Gonna Get It, Hurricane Girl, LA Made Me, Look At Those Eyes, Mr. Jones, Superstition, Taker, Trip Around the World en Voodoo.
Johnson liet haar fans de eerste single kiezen. Uiteindelijk werd gekozen voor Trip Around the World. De videoclip werd begin januari 2010 opgenomen in New Orleans. Trip Around the World werd uitgebracht op 2 februari 2010. Vervolgens kwam op 9 maart 2010 het album  Voodoo uit.

## Filmografie
| jaar | titel                             | rol                            | soort rol   |
| ---- | --------------------------------- | ------------------------------ | ----------- |
| 1999 | Music Chronicles                  | onbekend                       | 1ste rol    |
| 2000 | So Weird                          | Annie Thelan                   | hoofdrol    |
| 2001 | No Place Like Home                | onbekend                       | 1ste rol    |
| 2004 | Instant Star                      | Jude Harrison                  | hoofdrol    |
| 2004 | Cold Squad                        | Deirdre Spence / Tricia Spence | gastrol     |
| 2004 | The Collector (televisieserie)    | Isabelle Van Sant              | gastrol     |
| 2004 | The Chris Isaak Show              | Jennifer                       | gastrol     |
| 2004 | Scooby Doo 2: Monsters Unleashed  | Freddy Fan                     | kleine rol  |
| 2005 | Selling Innocence (tv)            | engel                          | kleine rol  |
| 2005 | Reefer Madness: The Movie Musical | The Arcettes                   | kleine rol  |
| 2005 | Falcon Beach                      | Beach Girl                     | kleine rol  |
| 2006 | Final Destination 3               | Erin Ulmer                     | bijrol      |
| 2007 | The Morgan Waters Show            | zichzelf                       | gastrol     |
| 2007 | Devil's Diary (tv)                | Dominique                      | hoofdrol    |
| 2007 | Cold Feet                         | vriendin                       | bijrol      |
| 2009 | Stranger With My Face (tv)        | Lia en Laurie                  | hoofdrollen |

## Discografie
| Jaar | Titel                                                                                     |
| ---- | ----------------------------------------------------------------------------------------- |
| 2003 | Fill Your Head Music - Verzamelalbum - Uitgebracht: 2003                                  |
| 2005 | Songs from Instant Star - Televisieshow cd - Uitgebracht: 26 april 2005                   |
| 2006 | Songs from Instant Star Two - Televisieshow cd - Uitgebracht: 4 april 2006                |
| 2007 | Songs from Instant Star Three - Televisieshow cd / verzamel-cd - Uitgebracht: 3 juli 2007 |
| 2007 | Instant Star: Greatest Hits - Televisieshow cd / verzamelde hits - Uitgebracht: 2007      |
| 2008 | Songs from Instant Star Four - Televisieshow cd / verzamel-cd - Uitgebracht: 2008         |
| 2010 | Voodoo - Eerste soloalbum - Uitgebracht: 9 maart 2010                                     |
| 2011 | Reloaded - Remix album - Uitgebracht: 26 april 2011                                       |
| 2011 | The Basement Recordings - Demo album - Uitgebracht: 26 augustus 2011                      |
| 2012 | Skipping Stone - EP - Uitgebracht: 24 januari 2012                                        |
| 2012 | The Basement Recordings 2 - Demo album - Wordt uitgebracht op: 30 april 2012              |